# Абу Бакр ібн Мухаммад
Абу Бакр ібн Мухаммад (*араб. أبو بكر بن محمد; д/н — 1526) — 9-й султан Адалу у 1525—1526 роках.

## Життєпис
Син імама Магфуза. Разом з батьком брав участь у набігах на ефіопську землі, що тривали з 1508 року. Одружився з представницею правлячої династії. Після загибелі Магфуза 1517 року розпочав боротьбу за трон. Султана Мухаммада II було повалено 1518 року.
Втім трон захопив емір Гарад Абун ібн Адаш, війна з яким за владу тривала до 1525 року. Тоді Абу Бакр здобув перемогу, ставши султаном. Але вже 1526 року був повалений імамом Ахмадом ібн Ібрагімом.